# Alternanthera serpyllifolia
Alternanthera serpyllifolia là loài thực vật có hoa thuộc họ Dền. Loài này được (Poir.) Urb. mô tả khoa học đầu tiên năm 1907.